# Scutellaria mongolica
Scutellaria mongolica là một loài thực vật có hoa trong họ Hoa môi. Loài này được Sobolevsk. miêu tả khoa học đầu tiên năm 1951.